# Alseodaphne ramosii
Alseodaphne ramosii är en lagerväxtart som beskrevs av André Joseph Guillaume Henri Kostermans. Alseodaphne ramosii ingår i släktet Alseodaphne och familjen lagerväxter. Inga underarter finns listade i Catalogue of Life.